# Enzo Le Fée
Enzo Le Fée (* 3. Februar 2000 in Lorient) ist ein französischer Fußballspieler. Der Mittelfeldakteur steht seit 2024 bei der AS Rom unter Vertrag und ist momentan an den AFC Sunderland verliehen.

## Karriere

### Verein
Der in Lorient geborene Enzo Le Fée begann seine fußballerische Ausbildung in der lokalen Nachwuchsakademie der La Vigilante FL Kéryado, bevor er sich im Jahr 2008 der Jugendabteilung des FC Lorient, des größten Vereins der Stadt, anschloss. Zum Ende der Saison 2017/18 wurde er erstmals in der Reservemannschaft eingesetzt, welche in der viertklassigen Championnat National 2 spielte. In der darauffolgenden Spielzeit 2018/19 wurde er dort bereits regelmäßig eingesetzt und sammelte auch erste Erfahrungen in der ersten Mannschaft. Am 13. November 2018 unterzeichnete er seinen ersten professionellen Vertrag bei den Merlus. Fünf Tage später wurde er bei der überraschenden 0:1-Pokalniederlage gegen den Viertligisten US Saint-Malo erstmals in einem Spiel der ersten Mannschaft berücksichtigt, als er in der 59. Spielminute für Jason Lokilo eingewechselt wurde. Sein Ligadebüt in der zweithöchsten französischen Spielklasse bestritt er am 10. Mai 2019 (37. Spieltag) beim 0:0-Unentschieden gegen den FC Sochaux, als er in der 71. Spielminute für Franklin Wadja eingetauscht wurde. Beim 3:2-Auswärtssieg gegen den AC Le Havre darauffolgenden Spieltag, dem letzten Ligaspiel der Saison, startete er erstmals.
In der nächsten Saison 2019/20 etablierte er sich unter dem Cheftrainer Christophe Pélissier als Stammspieler im Mittelfeld und absolvierte 26 Ligaspiele. Mit seinem Verein profitierte er dabei vom frühzeitigen Abbruch der Ligameisterschaft aufgrund der COVID-19-Pandemie, da man zu diesem Zeitpunkt auf dem ersten Tabellenplatz stand und man sich daher den Meistertitel und den Aufstieg in die Ligue 1 sicherte. Im Sommer 2023 wechselte Enzo Le Fée dann innerhalb der Ligue 1 zu Stade Rennes. Dort kam er auch in sechs Partien der UEFA Europa League zum Einsatz. Zur Spielzeit 2024/25 wechselte Enzo Le Fée nach Italien in die Serie A zu AS Rom. Dort kam er allerdings nur wenig zum Zug, absolvierte bis zur Winterpause lediglich zehn Pflichtspiele und wurde im Januar 2025 bis zum Saisonende an den englischen Zweitligisten AFC Sunderland mit Kaufoption verliehen.

### Nationalmannschaft
Zwischen September und November 2019 war Enzo Le Fée für die französische U20-Nationalmannschaft im Einsatz. Im Juli 2021 folgten drei Partien für die französische Olympiaauswahl im Rahmen der Olympischen Spiele in Tokio. Zwei Monate später debütierte er für die U21-Nationalmannschaft, mit der er bis Sommer 2023 insgesamt 15 Spiele bestritt und an der U21-Europameisterschaft 2023 teilnahm.

## Erfolge
FC Lorient
- Zweitligameister und Aufstieg in die Ligue 1: 2019/20